# Bob Lubbers
Robert Bartow Bob Lubbers (* 10. Januar 1922 in Brooklyn, New York; † 8. Juli 2017 in Manhasset) war ein US-amerikanischer Comiczeichner. Besondere Bekanntheit erlangte er durch die Comicreihen Tarzan und Long Sam.

## Leben und Werk
Lubbers, der zunächst freischaffend Comics zeichnete, erhielt im Jahr 1942 eine Anstellung beim Verlag Fiction House, dessen künstlerischer Leiter er von 1945 bis 1950 war. Am 24. Juli 1950 übernahm Lubbers zunächst den daily strip von Tarzan, bevor er am 27. August desselben Jahres von Burne Hogarth auch die Sonntagsseite übernahm. Beides hielt er bis 1954. In Zusammenarbeit mit Al Capp, der die Texte lieferte und der später von seinem Bruder Elliot Caplin abgelöst wurde, entstand die Serie Long Sam, die von 1954 bis 1958 veröffentlicht wurde. Unter dem Pseudonym Bob Lewis zeichnete Lubbers von 1960 bis 1967 die Comicreihe Secret Agent X-9. In den Folgejahren arbeitete Lubbers häufig als Ghost-Zeichner. unter anderem von 1970 bis 1977 für Capps Li’l Abner. Ende der 1970er Jahre wandte er sich der Werbung zu und zeichnete erst ab 1989 wieder Comics.
Lubbers wurde 1998 auf der Expo Cartoon Convention in Rom mit dem Yellow Kid ausgezeichnet.